# 25312 Asiapossenti
25312 Asiapossenti (tên chỉ định: 1998 YU6) là một tiểu hành tinh nằm ở rìa ngoài của vành đai chính. Nó được phát hiện bởi Vincenzo Silvano Casulli tại đài quan sát Osservatorio Colleverde di Guidonia, Ý vào ngày 22 tháng 12 năm 1998. Nó được đặt theo tên Asia Possenti, cháu trai của Casulli.